# Mysia Góra
Mysia Góra (niem. Müsen Berg, Mause Berg, 612 m n.p.m.) – wzniesienie w południowo-zachodniej Polsce, w Sudetach Środkowych, w Górach Bardzkich.
Góra w przeszłości nosiła nazwę: Müsen Berg, Mause Berg, później Łysa Góra, Myszak i w końcu Mysia Góra.

## Położenie
Wzniesienie położone jest w południowo-środkowej części Grzbietu Wschodniego Gór Bardzkich, na północ od Przełęczy Łaszczowa, około 3,4 km na południowy wschód od Barda.

## Charakterystyka
Góra z niewyraźnie zaznaczonym wierzchołkiem o kopulastym kształcie i średnio stromymi zboczami, które podkreślają wzniesienie w terenie. Od południowego zachodu wydzielona Przełęczą Łaszczowa, do której, nieznacznie górując, opada krótkim łagodnym zboczem. Góra stanowi bliźniaczą kulminację Łaszczowej położonej po wschodniej stronie i oddzielonej płytkim siodłem. Góra jest zwornikiem, od którego wychodzą długie boczne ramiona Grzbietu Wschodniego. W kierunku północno-zachodnim odchodzi ramię, które kończy się na terenie Barda ciągnie się ono przez wzniesienia Dębowinę i Kozi Grzbiet, aż po Tunelową Górę i zakole Nysy Kłodzkiej w Przełomie Bardzkim. Drugie ramię, odchodzące na północny zachód, jest nieco krótsze i schodzi poprzez wzniesienia Mała Niwa, Wielka Niwa, Strażnik i Iglicę również do Przełomu Bardzkiego. Kolejne, północno-zachodnie ramię, sięga po meander Przełomu Bardzkiego, na którym rozłożyły się zabudowania Morzyszowa. Na południowy zachód odchodzi główne najdłuższe ramię z Kłapaczem w bocznym odgałęzieniu sięgające, aż po Owczą Górę w Kłodzku.
Z zachodniego zbocza Mysiej Góry wypływa potok Dębinka, wpadający do Nysy Kłodzkiej.

## Budowa geologiczna
Góra zbudowana jest z dolnokarbońskich szarogłazów, zlepieńców i łupków ilastych struktury bardzkiej. Utwory te przebite są na południowym i zachodnim zboczu apofizami górnokarbońskich granitoidów intruzji kłodzko-złotostockiej, wokół których wytworzyły się strefy metamorfizmu kontaktowego.

## Roślinność
Zbocza i szczyt porasta w całości las świerkowo-bukowy regla dolnego przerzedzony zrębami, jedynie szczyt zajmuje niewielka leśna polana, a u północno-zachodniego podnóża rozciągają się łąki należące do wsi Dębowina.

## Zagospodarowanie
Południowe zbocze trawersuje leśna „Graniczna Droga”, która wcześniej łączy się z polną drogą o nazwie z „Wysoka Droga”. Połączone drogi prowadzą na Przełęcz Łaszczowa, do największego skrzyżowania szlaków pieszych i rowerowych w tym rejonie.